# Катарина фон Липе
Катарина фон Липе (на немски: Katharina zur Lippe; * ок. 1370; † сл. 3 февруари 1425) е благородничка от Липе и чрез женитба графиня на Регенщайн-Бланкенбург в Харц.

## Произход и наследство
Тя е дъщеря на Симон III фон Липе († 1410) и съпругата му Ерменгард фон Хоя († 1422), дъщеря на граф Йохан II фон Хоя († 1377) и Хелена фон Саксония-Лауенбург († сл. 1359), дъщеря на херцог Ерих I фон Саксония-Лауенбург и Елизабет от Померания. Сестра е на Бернхард VI († 1415), господар на Липе.
През 15 век графската фамилия фон Регенщайн се мести от замък Регенщайн при Бланкенбург в дворец Бланкенбург. Последният мъжки представител на благородническия род, граф Йохан Ернст фон Регенщайн умира през 1599 г. Части от графството стават Графство Бланкенбург.

## Фамилия
Катарина фон Липе се омъжва пр. 1393 г. за граф Улрих VIII фон Регенщайн-Бланкенбург († сл. 24 юни 1410), син на граф Улрих VII фон Регенщайн († 1375). Те имат един син:
- Бернард IV фон Регенщайн-Бланкенбург (* сл. 1393; † между 13 септември 1422/24 юни 1423), женен на 9 август 1414 г. за графиня Агнес фон Шварцбург-Лойтенберг († сл. 16 октомври 1435)